# Angelo Capranica
Angelo Capranica (ur. ok. 1415 w Rzymie, zm. 3 lipca 1478 tamże) – włoski kardynał.

## Życiorys
Był synem Niccoló Pantagati da Capranica i jego żony Iacobelli; jego bratem był kardynał Domenico Capranica. W młodości był gubernatorem Ceseny. 17 marca 1438 został wybrany arcybiskupem Manfredonii. 5 maja 1447 został przeniesiony do biskupstwa Ascoli Piceno. Po trzech latach, 25 sierpnia 1450 został biskupem Rieti (z osobistym tytułem arcybiskupa). We wrześniu 1458, Pius II powierzył mu zarządzanie Bolonią jako gubernator. Po śmierci brata, w 1460, rozbudował rodzinny pałac i uczynił z niego Collegium Capranica – najstarszą renesansową rzymską uczelnię.
5 marca 1460 został kreowany kardynałem prezbiterem i otrzymał kościół tytularny Santa Croce in Gerusalemme. W latach 60. nieustannie wyjeżdżał na misje legackie do Bolonii, w międzyczasie uczestnicząc w konklawe 1464. Pod koniec roku 1468 zrezygnował z biskupstwa Rieti. Uczestniczył w konklawe 1471 i krótko potem został mianowany legatem przed książętami włoskimi, mającymi zorganizować krucjatę przeciw Turkom. 11 grudnia 1472 został podniesiony do rangi kardynała biskupa i otrzymał diecezję suburbikarną Palestrina. 9 kwietnia 1473 został także biskupem (z osobistym tytułem arcybiskupa) Fermo. Wkrótce potem jednak zachorował, zrezygnował z diecezji i powrócił do Rzymu, gdzie odnowił zakon cystersów.